# Jennifer Seberry
Jennifer Roma Seberry (Sídney, 13 de febrero de 1944) es una criptógrafa, matemática e informática australiana. Actualmente es profesora en la Universidad de Wollongong, Australia. Anteriormente fue jefa del Departamento de Ciencias de la Computación y directora del Centro de Investigación de Seguridad Informática de la universidad. 

## Educación y carrera
Seberry asistió al colegio Parramatta High School y obtuvo su licenciatura en la Universidad de Nueva Gales del Sur, 1966; Maestría en la Universidad La Trobe, 1969; Doctorado en la Universidad La Trobe, 1971 (matemática Computacional); «B.Ec.» con dos años completados en la Universidad de Sídney.
Seberry fue la primera persona en enseñar criptología en una universidad australiana (Universidad de Sídney). También fue la primera mujer profesora de informática en Australia, y la primera mujer lectora de Matemática combinatoria en Australia. 

## Servicio
Seberry fue un miembro fundador de la Fundación de Investigación de la Universidad de Sídney para el Grupo de Seguridad de la Información y Tecnología de la Información en 1987. El grupo se convirtió en la Asociación Australiana de Seguridad de la Información, un organismo de la industria representativa australiana con más de 1000 miembros y sucursales en la mayoría de las capitales.
Seberry fue uno de los fundadores de la conferencia internacional «Asiacrypt» en 1990 (entonces llamada Auscrypt). 

## Investigación
Seberry ha contribuido al conocimiento y uso de matrices de «Hadamard y funciones dobladas para la seguridad de la red. Ha publicado numerosos artículos sobre matemáticas, criptografía y seguridad informática y de redes. Dirigió el equipo que produjo los cifrados de bloque «LOKI» y «LOKI97» y las funciones criptográficaas de hash. Seberry también es coautora del cifrado de flujo «Py», que fue candidato para el proyecto de cifrado de flujo «eSTREAM.» 